# Stalno predstavništvo Republike Slovenije pri NATO in WEU
Stalno predstavništvo Republike Slovenije pri NATO in WEU je diplomatsko-konzularno predstavništvo (stalno predstavištvo) Republike Slovenije pri NATO in WEU s sedežem v Bruslju (Belgija).
Trenutni vodja stalnega predstavništva (veleposlanik) je Andrej Benedejčič.

## Veleposlaniki
- Andrej Benedejčič (2023-danes)
- Erik Kopač (2019-2023)
- Jelko Kacin (2015-2019)
- Andrej Benedejčič (2011-2015)
- Božo Cerar (2006-2011)
- Matjaž Šinkovec (diplomat) (1999-2004)
- Boris Cizelj (1992-1998)